# Ghelna
Ghelna là một chi nhện trong họ Salticidae.